# Сторм Рейд
Сторм Рейд (англ. Storm Reid; нар. 1 липня 2003, Лос-Анджелес, Каліфорнія, США) — американська акторка. Однією з її перших акторських робіт був фільм «12 років рабства» (2013). Проривом у її кар'єрі став фантастичний фільм «Складки часу» (2018), за який вона отримала номінації на премії Teen Choice Award та NAACP Image Award. Вона виконала одну з головних ролей у трилері «Не відпускай» (2019), знялася у мінісеріалі від Netflix «Коли вони нас побачать» (2019) та фільмі жахів «Людина-невидимка» (2020). Зараз продовжує зйомки в драматичному серіалі від HBO «Ейфорія» (2019 — т.ч.).

## Біографія
Рейд народилася 1 липня 2003 року в Атланті, штат Джорджія, у родині Родні та Робіна Сімпсона Рейда. З раннього віку Рейд хотіла стати акторкою, і в 9 років вона разом з батьками переїхала до Лос-Анджелеса, щоб будувати собі кар'єру.

## Творчість
Сторм Рейд розпочала свою професійну акторську кар'єру в молодому віці, дебютувавши в телевізійному фільмі «Хрест на ведмедя» в 2012 році. У 2013 році вона виконала роль Емілі в історичній драмі «12 років рабства», який отримав схвальні відгуки від критиків. У 2016 році вона знялася в ролі Тіни у науково-фантастичному фільмі «Легкість». Фільм отримав успіх і високу оцінку від глядачів.

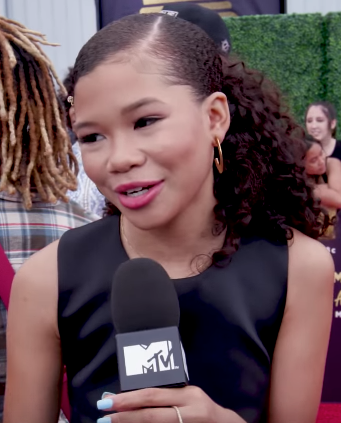
Рейд у 2018 році

У 2017 році Рейд з'явилася в ролі Патрісії у комедійному драматичному фільмі «Буття монументальних пропорцій», який був сприйнятий критиками негативно. У 2018 році була обрана для ролі Маргарет «Мег» Муррі у фільмі Ави ДуВернай «Складки часу», який був знятий на основі однойменного роману. Незважаючи на те, що фільм став провальним, Рейд заслужила похвалу від критиків, і за роль вона отримала номінацію на Teen Choice Award та номінацію на NAACP Image Award.
Також у 2019 році вона з'явилася у ролі Джії Беннетт, молодшої сестри головної героїні серіалу, Ру Беннетт, у підлітковому драматичному серіалі HBO «Ейфорія». Шоу отримало визнання критиків і було продовжено на 2 сезон. У цьому ж році вона почала озвучувати Нію в серіалі «Гулу» під назвою «Найхоробріший лицар», а також знялася разом з Девідом Оєлово в драматичному фільмі «Не відпускай» у ролі Ешлі.
У 2020 році Рейд знялася в ролі Сідні Ланьєр, дочки Джеймса Ланьєра, у науково-фантастичному фільмі жахів "Людина-невидимка, який отримав визнання критиків. Того ж року вона отримала номінацію на премію BET YoungStars.
У липні 2019 року було оголошено, що Сторм приєдналася до акторського складу супергеройського фільму «Загін самогубців», реліз якого планується у 2021 році

## Фільмографія
| Рік  | Заголовок                      | Роль          | Примітки |
| ---- | ------------------------------ | ------------- | -------- |
| 2013 | 12 років рабства               | Емілі         |          |
| 2015 | Виклик                         | Кендра        |          |
| 2016 | Легкість                       | Тіна          |          |
| 2016 | Залишайся на порятунок         | Акі           |          |
| 2016 | Завантажувальний табір Санти   | Родзинка      |          |
| 2017 | Буття монументальних пропорцій | Патрісія      |          |
| 2018 | Складки часу                   | Мег Муррі     |          |
| 2019 | Не відпускай                   | Ешлі Редкліфф |          |
| 2020 | Людина-невидимка               | Сідней Ланьє  |          |
| 2021 | Загін самогубців               | Тайла Дюбуа   |          |
| 2023 | Зникла безвісти                | Джун Аллен    |          |
| 2023 | Черниця II                     |               |          |

### Участь у телевізійних проєктах
| Рік         | Заголовок                    | Роль            | Примітки                      |
| ----------- | ---------------------------- | --------------- | ----------------------------- |
| 2012        | Хрест до ведмедя             | Молода Еріка    | Телевізійний фільм            |
| 2013        | Громовержці                  | Евері           | Епізод: «Це схоже на роботу»  |
| 2013        | Вечірка вдома Адама ДеВайна  | Леді Трупер No3 | 2 серії                       |
| 2013        | Тванг                        | Енні Монтгомері | Телевізійний фільм            |
| 2014        | NCIS: Лос-Анджелес           | Райлі Пейтон    | Епізод: «Ще один шанс»        |
| 2014        | Нікі, Рікі, Дікі та Світанок | Скарлетт        | Епізод: «Страшний танець»     |
| 2015        | Біла вода                    | Кассандра       | Телевізійний фільм            |
| 2015        | Чикаго П. Д.                 | Деніз           | Епізод: «Повернись до вечора» |
| 2019        | Коли вони бачать нас         | Ліза            | 2 серії                       |
| 2019 — т.ч. | Найхоробріший лицар          | Nia (голос)     | 13 серій                      |
| 2019 -т.ч   | Ейфорія                      | Гія Беннет      | 8 серій                       |
| 2022        | The Last of Us               | Райлі Абель     |                               |

### Кліпи
| Рік  | Заголовок   | Роль | Художник              |
| ---- | ----------- | ---- | --------------------- |
| 2017 | Family Feud |      | Jay-Z (feat. Бейонсе) |